# Trematodon pallidisetus
Trematodon pallidisetus là một loài rêu trong họ Bruchiaceae. Loài này được Brid. Spreng. mô tả khoa học đầu tiên năm 1827.